# Andreella uncifera
Andreella uncifera is een mosdiertjessoort uit de familie van de Microporidae. De wetenschappelijke naam van de soort is, als Micropora uncifera, voor het eerst geldig gepubliceerd in 1884 door Busk.